# 土御門神道
土御門神道（つちみかどしんとう）是安倍氏土御門家傳的神道，也稱安倍神道、天社神道。戰後，設置在福井縣大飯郡大飯町的宗教團体，稱作「天社土御門神道（てんしゃつちみかどしんとう）」。其稱呼源自江戶時代，靈元天皇賜予「陰陽道宗家」土御門家「天社宮」之宮號，因此冠稱「天社」而來。

## 概要
以安倍晴明為祖的陰陽道宗家・安倍氏土御門家以陰陽道為基幹，在中世受吉田神道的影響，江戶時代，陰陽頭土御門泰福再導入神道家山崎闇齋提唱的垂加神道思想而集大成。
明治維新後，因太政官布告「天社禁止令」，陰陽道・天社神道被禁止。戰後，土御門範忠作為管長，以「天社土御門神道」之名再興。

## 外部連結
天社土御門神道本庁天社宮 （页面存档备份，存于）